# Claude L’Engle

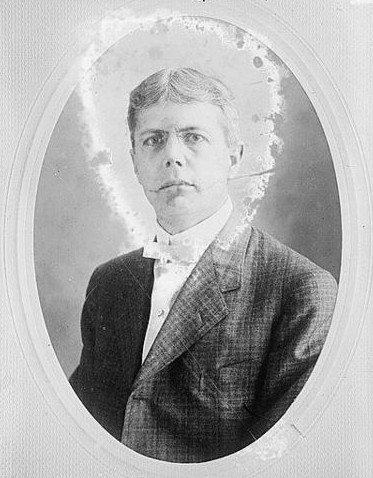
Claude L’Engle

Claude L’Engle (* 19. Oktober 1868 in Jacksonville, Florida; † 6. November 1919  ebenda) war ein US-amerikanischer Politiker. Zwischen 1913 und 1915 vertrat er den Bundesstaat Florida im US-Repräsentantenhaus.

## Werdegang
Claude L’Engle besuchte die öffentlichen Schulen seiner Heimat einschließlich der Duval High School. Danach arbeitete er zunächst im Handel und dann als Journalist. In seiner Heimat gab er die Wochenzeitung „Dixie“ heraus. Politisch wurde er Mitglied der Demokratischen Partei.
Bei den Kongresswahlen des Jahres 1912 wurde L‘Engle im damals neugeschaffenen vierten Wahlbezirk von Florida in das US-Repräsentantenhaus in Washington, D.C. gewählt, wo er am 4. März 1913 sein neues Mandat antrat. Da er im Jahr 1914 von seiner Partei nicht zur Wiederwahl nominiert wurde, konnte er bis zum 3. März 1915 nur eine Legislaturperiode im Kongress absolvieren. In dieser Zeit wurden der 16. und der 17. Verfassungszusatz verabschiedet.
Nach seinem Ausscheiden aus dem US-Repräsentantenhaus arbeitete L’Engle wieder als Journalist. Er starb am 6. November 1919 in seiner Geburtsstadt Jacksonville, wo er auch beigesetzt wurde.